# Apogonia crassipes
Apogonia crassipes är en skalbaggsart som beskrevs av Moser 1919. Apogonia crassipes ingår i släktet Apogonia och familjen Melolonthidae. Inga underarter finns listade i Catalogue of Life.